# 프랑크 베데킨트

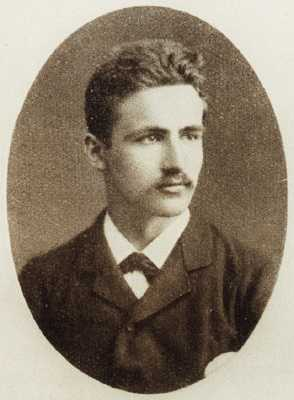
프랑크 베데킨트 (1883년)

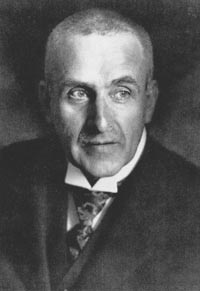
프랑크 베데킨트

프랑크 베데킨트(Benjamin Franklin Wedekind, 1864년 7월 24일 ~ 1918년 3월 9일)는 독일의 극작가다.
하노버에서 태어났다. 저널리스트로 사회생활을 시작하여 서커스의 선전 담당이나 비서가 되면서 곳곳을 여행했다. 1897년, 배우 겸 프로듀서로서 자신의 희곡을 상연했다. <봄이 눈뜰 때>(1891), <땅의 영(靈)>(1895), <판도라의 상자>(1903) 등이 대표작이나, 성(性)의 해방을 지향하여 부르주아 사회의 위선(僞善)을 폭로하는 이러한 작품은 상징적 스타일을 취하고 독일 표현주의 연극의 선구로 간주되고 있다.

## 생애
프랑크 베데킨트(Frank Wedekind)는 1864년 7월 24일 독일 하노버에서 출생했다. 아버지는 미국 시민권을 가진 의사로 1864년까지 샌프란시스코에서 살다가 귀국했고, 어머니는 가수였다. 유럽으로 돌아온 이 가족은 1872년 스위스로 이주하게 되는데, 그 이유는 아버지가 1848년 프랑크푸르트에서 시민운동에 관여한 적이 있었고, 비스마르크의 제국 건설에 반대했기 때문이었다. 아버지가 스위스 아라우 주에 있는 렌츠부르크 성을 사서, 그곳에서 프랑크와 그의 다섯 형제들은 학교에 다닌다. 베데킨트는 스위스의 로잔과 독일의 뮌스터, 뮌헨에서 대학에 다니며 아버지가 원하는 법학과 독문학을 공부한다. 잠시 취리히의 한 식품회사에서 광고문안 작성자로 일하기도 하나, 24세에 부친이 사망하자 그 유산을 받아 경제적으로 독립하게 되고, 그 후 베를린과 뮌헨에서 보헤미안 생활을 하며 연극에 전념한다. 1896년 이후에는 뮌헨에서 ‘히로니무스 욥스’라는 가명으로 잡지 ＜짐플리치시무스＞의 동인으로 일한다. 1898년에는 카를 하이네가 이끄는 입센 극장에서 비서로 일하다가, 게오르크 슈톨베르크가 이끄는 뮌헨 샤우슈필하우스(오늘날의 뮌헨 카머슈필레) 극장에서 희곡 담당 및 연출가로 일한다. 이때 베데킨트는 황제 빌헬름 2세의 팔레스티나 여행을 조롱하는 시를 써서 황제 모독죄로 고발당했기 때문에 스위스로 도주한다. 출판업자 랑겐은 망명 중이어서 수입이 없는 작가에게 더욱더 과격한 시를 쓰도록 요구하여 자신이 발행하는 신문의 판매부수를 올리려고 한다. 이 때문에 베데킨트의 작품은 극장에서 공연을 거부당한다. 그리하여 베데킨트는 출판업자 랑겐과는 결별하고 법정에 자진 출두하여 7개월 동안 구금생활을 한다. 1901년부터 뮌헨의 카바레 극장 ＜열한 명의 형리＞에 출연하고, 자신의 작품에 배우로도 출연하며 여러 차례 순회공연을 다닌다.
베데킨트는 맹장 수술이 잘못 되어, 탈장 수술이 여러 번 반복되다가 1918년 결국 54세의 나이로 죽음에 이르게 된다. 뮌헨의 발트프리트호프 묘지에서 있었던 장례식은 스캔들이 된다. 왜냐하면 뮌헨의 창녀들이 ‘자유연애의 선구자’인 베데킨트에게 마지막 존경을 표시하러 몰려왔고, 아직 덮지 않은 묘 안에서 작가 하인리히 라우텐자크가 광기 발작을 일으켰기 때문이다.